# Ichneumon modestus
Ichneumon modestus là một loài tò vò trong họ Ichneumonidae.